# Manoir de Sautet
Le manoir de Sautet ou manoir du Sautet est une chartreuse française implantée sur la commune de Molières, dans le département de la Dordogne, en région Nouvelle-Aquitaine.
Le manoir fait l'objet d'une protection au titre des monuments historiques.

## Localisation
En limite du Bergeracois et du Périgord noir, au sud du département de la Dordogne, le manoir de Sautet est situé à environ un kilomètre et demi au sud-ouest de la bastide de Molières.

## Historique et architecture
Au XVIIe siècle, Sautet n'est probablement qu'un pavillon de chasse qui s'agrandit au siècle suivant par l'adjonction de pavillons aux extrémités de sa façade principale, lui conférant ainsi l'architecture d'une chartreuse périgordine du type « à deux ailes ou pavillons ».
L'édifice est inscrit au titre des monuments historiques le 20 mars 1972 pour ses façades et toitures.

## Galerie de photos

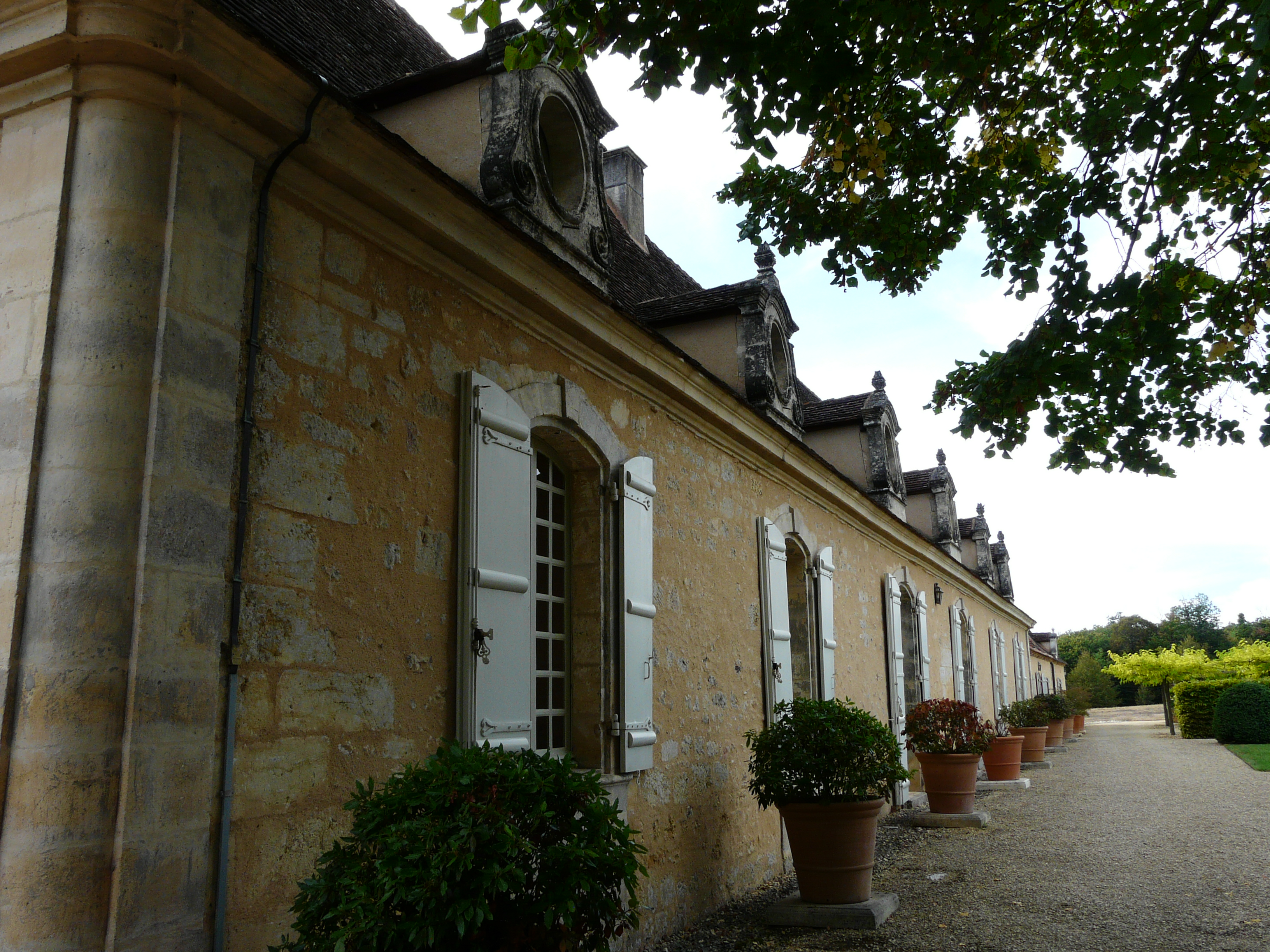
La façade nord-est.
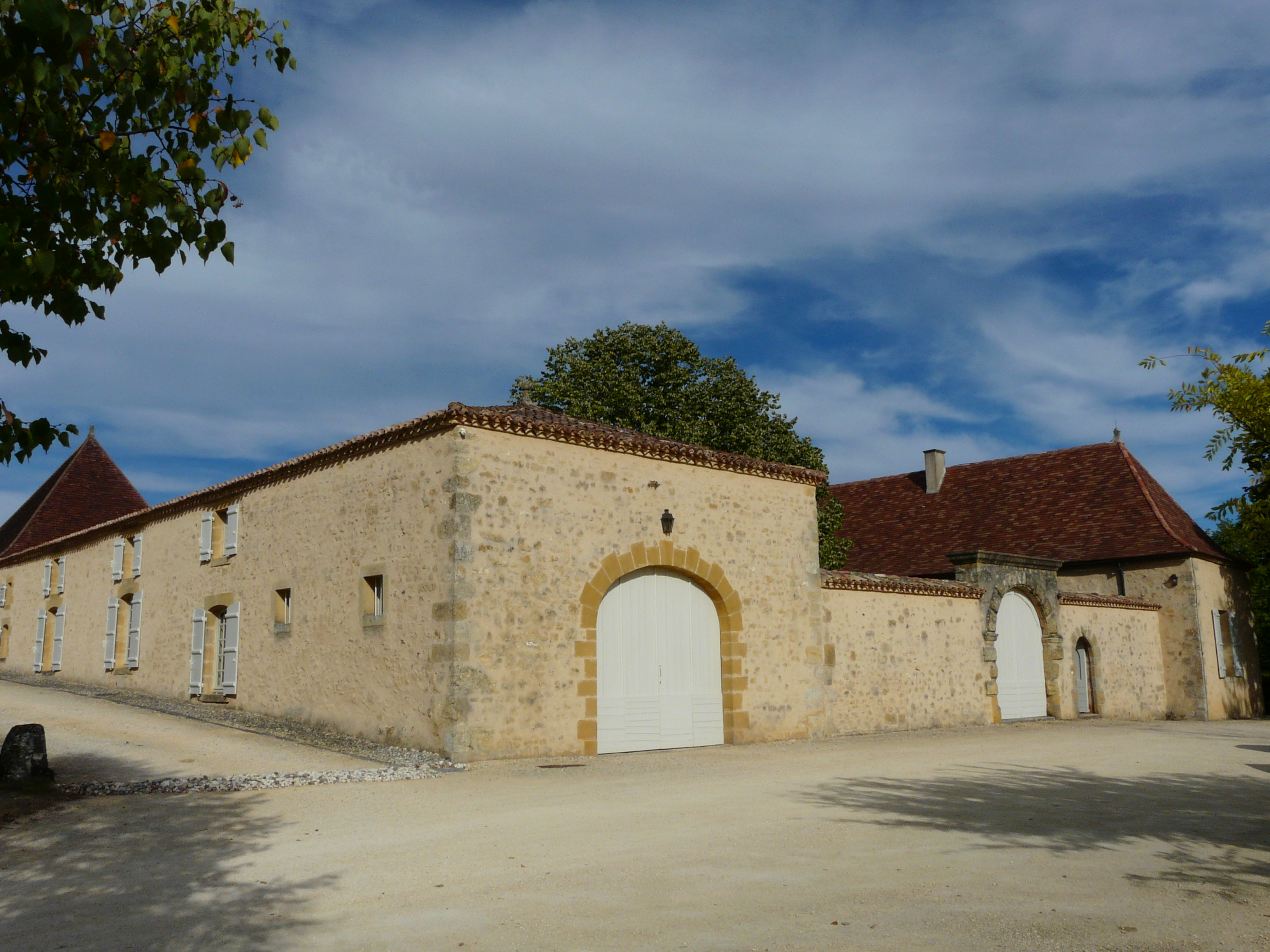
Les communs à l'angle ouest.
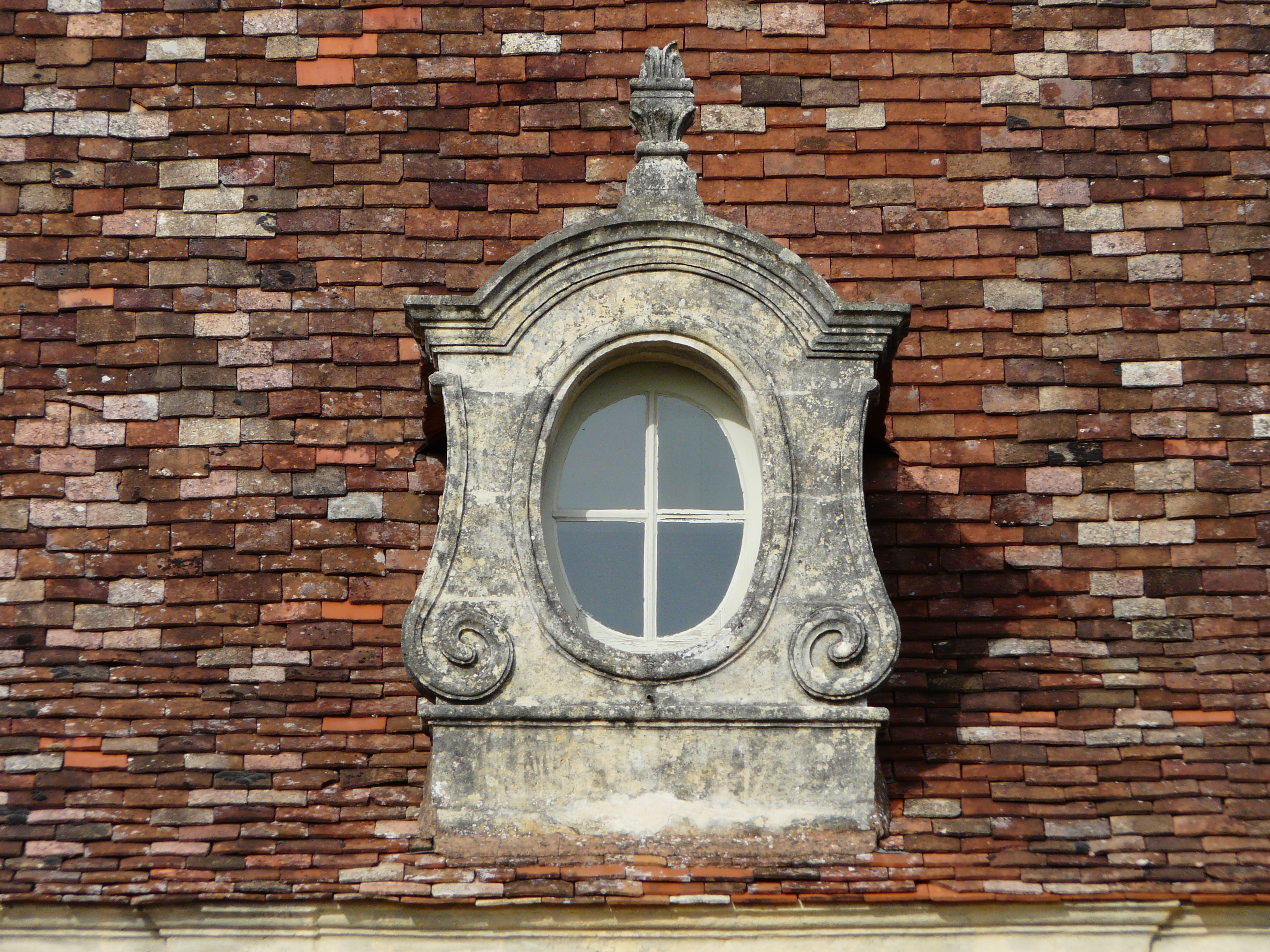
Une lucarne du manoir.
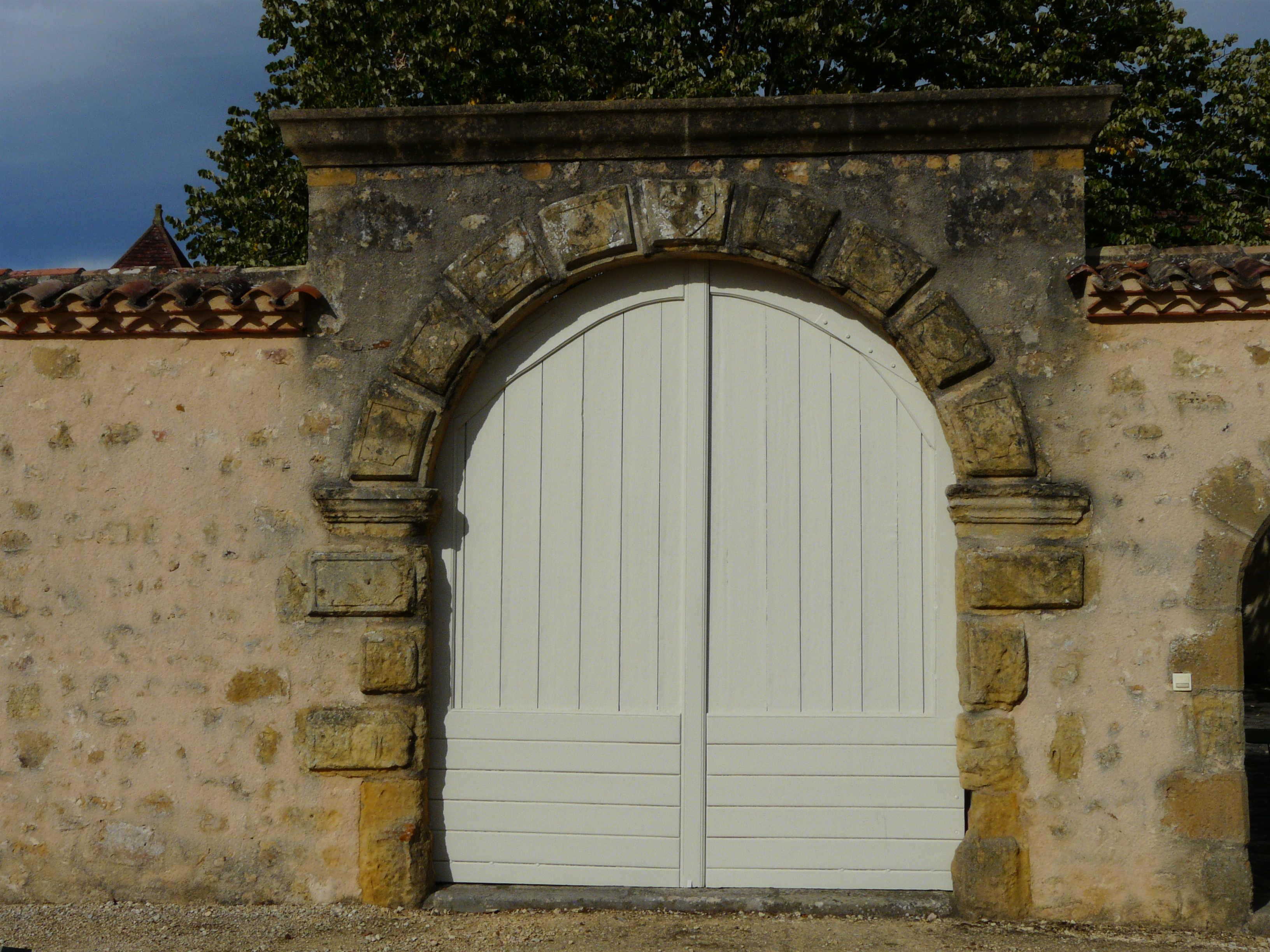
Portail d'accès à la cour.
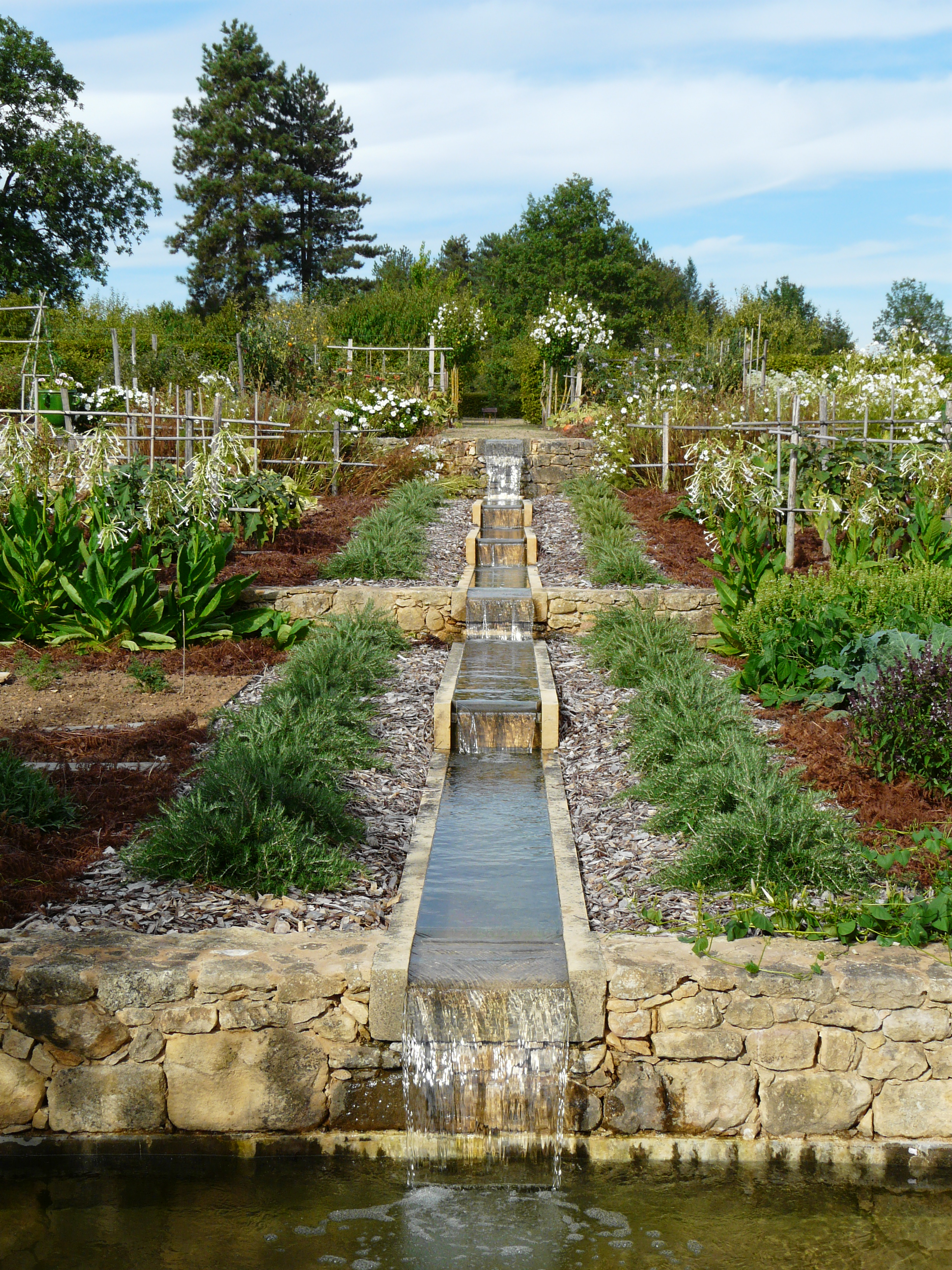
Le potager.